# Tommaso da Olera
Tommaso da Olera (1563 - 3 de maio de 1631) - nascido Tommaso Acerbis - era um religioso católico romano italiano da Ordem dos Frades Menores Capuchinhos. Acerbis viveu como um mendigo franciscano e como um religioso que deu conselho espiritual e consolo a várias pessoas, incluindo Leopoldo V e sua esposa.
Foi beatificado em Bérgamo em 21 de setembro de 2013, presidido pelo Cardeal Angelo Amato em nome do Papa Francisco.

## Vida
Tommaso Acerbis nasceu em 1563 de pais pobres e trabalhou como pastor quando criança, sem nunca ter recebido uma educação adequada.
Entrou para a Ordem dos Frades Menores Capuchinhos em 12 de setembro de 1580, em Verona, no convento de Santa Croce di Cittadella, onde - aos dezessete anos - aprendeu a ler e a escrever. Fez a profissão solene em 5 de julho de 1584 e serviu nos conventos de Verona (1605 a 1612) e Vicenza (1612 a 1617), bem como de Rovereto (1617 a 1618). Posteriormente, foi enviado a Pádua em 1618 como porteiro do convento, embora não muito depois, em 1619, foi enviado para uma nova província da ordem na Áustria a pedido do arquiduque Leopoldo V.
Fora desses conventos, ele visitou os doentes e também ajudou os pobres. Freqüentemente, ele incentivou e defendeu o amor à fé por aqueles que o ouviam. Quando o luteranismo começou a se enraizar na área, ele se manifestou e também escreveu em defesa da Igreja Católica Romana. Ele escolheu não confrontar, mas ao invés falar sobre seu amor pelo 'Cristo apaixonado' e pela igreja que Ele fundou. Em Vicenza, ele patrocinou a abertura de um convento para as Clarissas, que de 1612-3 foi construído em Porta Nuova. Em Rovereto pediu autorização às autoridades da cidade para fazer outro convento para as Clarissas que foi construído em 1642 e foi lá que conheceu e guiou espiritualmente a Serva de Deus Bernardina Floriani, enquanto em 1617 se tornou amigo e diretor espiritual do cientista Ippolito Guarinoni. Ele também era um guia espiritual do arquiduque e sua esposa Claudia de Médici e Acerbis freqüentemente se encontravam e se correspondiam com os dois.
Ele morreu em meados de 1631 em Innsbruck. Seus restos mortais estão alojados em Innsbruck.

### Veneração papal
O Papa João XXIII se destacou por ter gostado dos escritos do falecido franciscano e chegou a dizer que ele era "um santo e um verdadeiro mestre do espírito". O pontífice recebeu um presente do Dr. Joseph Mitterstiller de Innsbruck em 24 de novembro de 1959, que era um livro dos escritos espirituais do falecido frade, e o secretário particular do papa Loris Francesco Capovilla escreveu mais tarde sobre a ocasião e disse que o Papa havia "declarado seu grande estima e veneração "por ele. Capovilla escreveu mais tarde que em 20 de maio de 1963 o Papa moribundo pediu que Capovilla, a enfermeira do Papa, Fra Federico Bellotti e os dois ajudantes, Guido e Giampaolo Gusso, lessem para ele em seu leito de morte as obras do falecido frade, entre outros.
O Papa Paulo VI também falou de sua estima por Acerbis.

## Beatificação

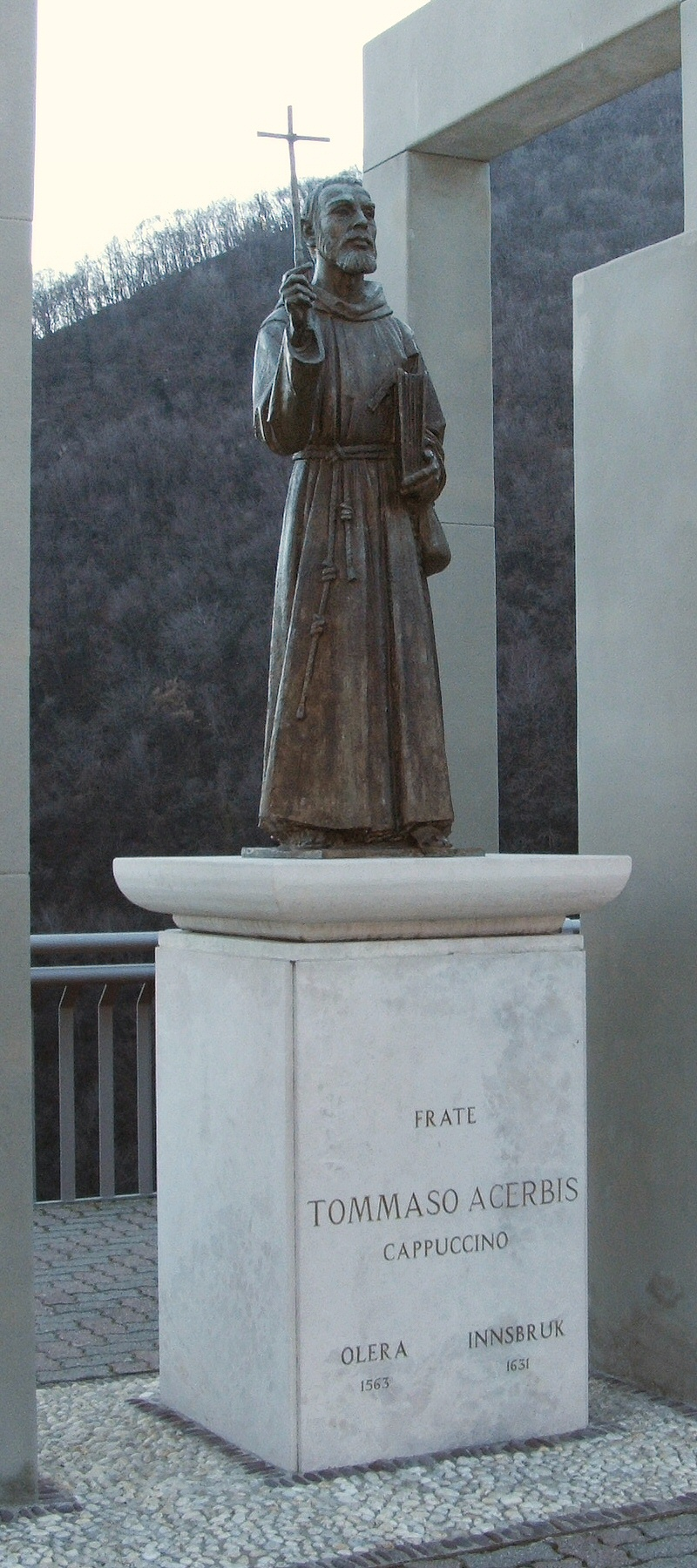
Estátua em Olera.

As etapas do processo de beatificação começaram em 28 de fevereiro de 1967 em um processo informativo que concluiu seus trabalhos em 19 de abril de 1968 com o dossiê Positio posteriormente submetido a Roma em março de 1978. Isso ocorreu apesar do fato de que a introdução formal da causa não foi concedida até 4 de dezembro de 1980 com a declaração de " nihil obstat " (nada contra). Os teólogos aprovaram todos os seus escritos espirituais em 12 de fevereiro de 1974, enquanto os historiadores também aprovaram o curso da causa - e consideraram que não existiam obstáculos históricos - em 7 de março de 1979. O processo diocesano foi posteriormente validado em 28 de maio de 1982, o que levou os teólogos a aprovarem a causa em 2 de dezembro de 1986 e a Congregação para as Causas dos Santos após esta decisão também em 30 de setembro de 1987. Ele foi proclamado Venerável em 23 de outubro de 1987, depois que o Papa João Paulo II reconheceu sua vida de virtudes heroicas. 
Um suposto milagre levou a um tribunal diocesano de 26 de outubro de 2006 a 4 de outubro de 2007 para investigar e, posteriormente, enviou suas conclusões a CCS, que validou o processo em 16 de janeiro de 2009. Um conselho médico emitiu sua aprovação em 24 de fevereiro de 2011, enquanto teólogos também o aprovaram em 22 de outubro de 2011, assim como a CCS em 7 de fevereiro de 2012. O Papa Bento XVI emitiu a aprovação final necessária para isso em 10 de maio de 2012 e o Cardeal Angelo Amato - em nome do Papa Francisco - celebrou a Missa de beatificação em Bérgamo em 21 de setembro de 2013. 

O postulador atual atribuído a esta causa é Fra Carlo Calloni.